# Dobra finalne
Dobra finalne – dobra nabyte przez ostatecznego użytkownika. Są to albo dobra konsumpcyjne zakupione przez gospodarstwa domowe, albo dobra kapitałowe (inwestycyjne); np. maszyny; nabyte przez przedsiębiorstwa.